# Trindade (Santo Tomé y Príncipe)
Trindade (en portugués, Trinidad) es una localidad y capital del distrito de Mé-Zóchi (Santo Tomé y Príncipe). Su población para 2004 estaba estimada en unos 6.636 habitantes.
Localidades limítrofes
- Neves, oeste
- Guadalupe, norte
- São Tomé, noroeste
- Santana, este

## Demografía histórica
- 2000: 6.049
- 2004: 6.636 (14.700 en la zona metropolitana)

- Datos: Q1635802